# Marija Oktiabrska
Marija Wasiljewna Oktiabrska, pierwotnie Garagula (ros. Мария Васильевна Октябрьская (Гарагуля); ur. 3 sierpnia?/16 sierpnia 1905 we wsi Kijat na Krymie, zm. 15 marca 1944 w Smoleńsku) – radziecka czołgistka, Bohater Związku Radzieckiego (1944). Pierwsza kobieta-czołgistka uhonorowana tytułem Bohatera Związku Radzieckiego.

## Życiorys
Urodziła się w ukraińskiej rodzinie chłopskiej. Mieszkała w Dżankoj, gdzie skończyła 6 klas szkoły, później pracowała w fabryce konserw w Symferopolu, następnie została telefonistką. W 1925 wyszła za mąż za Ilję Oktiabrskiego, który po rozpoczęciu wojny ZSRR z Niemcami zginął w sierpniu 1941 na froncie pod Kijowem. Marija Oktiabrska sprzedała wówczas cały swój majątek i przekazała na budowę czołgu. Ukończyła omską szkołę wojsk pancernych i od października 1943 została kierowcą-mechanikiem czołgu 2 batalionu pancernego 26 Pancernej Brygady Gwardii 2 Korpusu Pancernego Gwardii Frontu Zachodniego. Otrzymała stopień sierżanta. W październiku 1943 w walkach w rejonie Smoleńska zniszczyła kilka niemieckich gniazd karabinów maszynowych i dział przeciwpancernych i przyczyniła się do przełamania niemieckiej linii obrony. 17 stycznia 1944 podczas walk w rejonie wsi Krynki w obwodzie witebskim została ciężko ranna podczas naprawiania uszkodzonego czołgu i 15 marca 1944 zmarła w szpitalu frontowym w Smoleńsku.

## Odznaczenia
- Złota Gwiazda Bohatera Związku Radzieckiego (pośmiertnie, 2 sierpnia 1944)
- Order Lenina (pośmiertnie, 2 sierpnia 1944)
- Order Wojny Ojczyźnianej I klasy